# The Big One for One Drop 2012
Das Big One for One Drop 2012 war die erste Austragung dieses Pokerturniers. Es wurde vom 1. bis zum 3. Juli 2012 im Rahmen der World Series of Poker im Rio All-Suite Hotel and Casino in Paradise am Las Vegas Strip ausgespielt und war mit seinem Buy-in von einer Million US-Dollar das teuerste Pokerturnier des Jahres 2012.

## Struktur

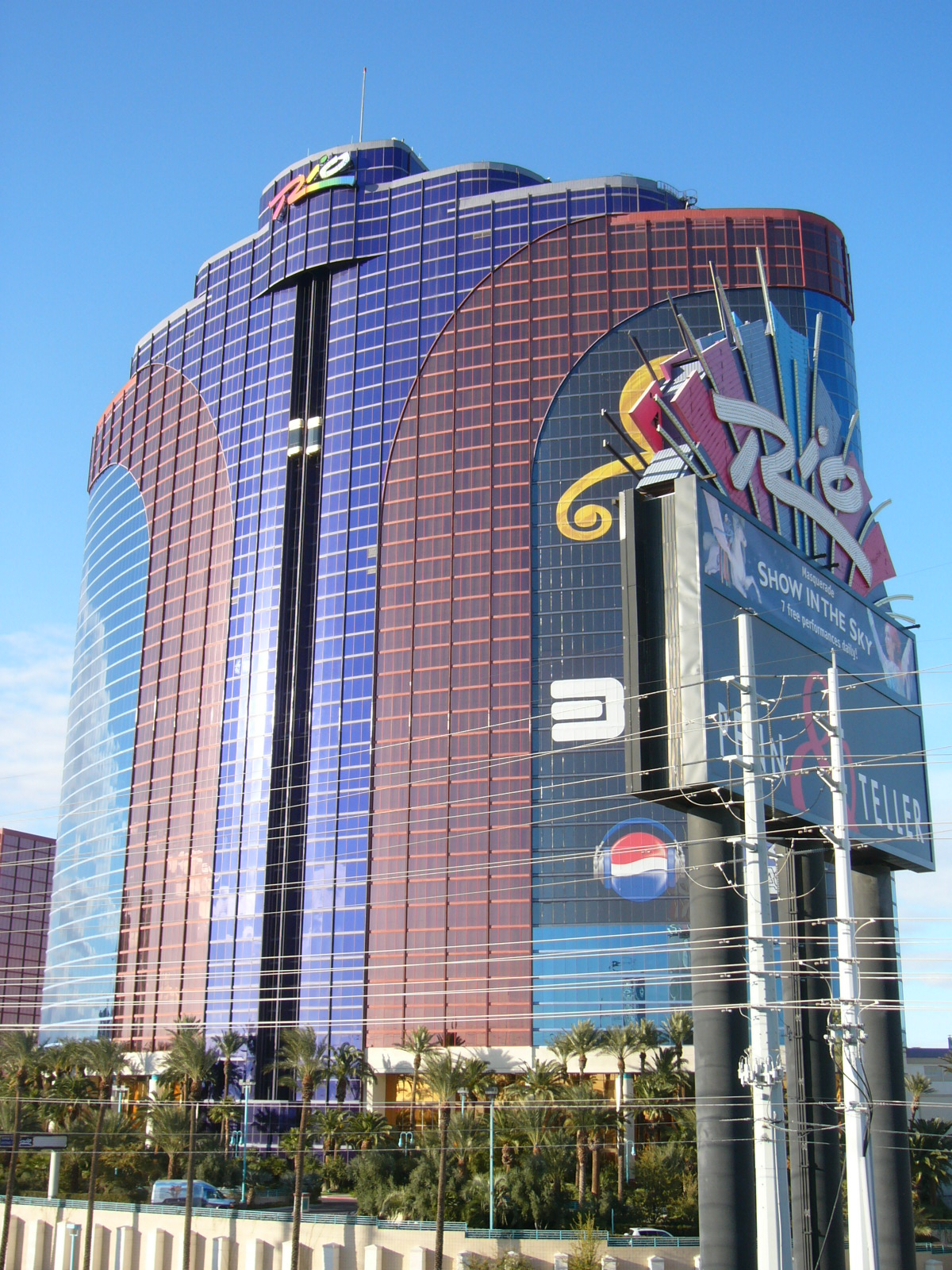
Das Rio All-Suite Hotel and Casino am Las Vegas Strip

Das Turnier in der Variante No Limit Hold’em war das 55. Event auf dem Turnierplan der WSOP 2012 und fand vom 1. bis zum 3. Juli statt. Das Buy-in lag bei einer Million US-Dollar, wovon 111.111 US-Dollar an Guy Lalibertés One Drop Foundation gingen, die sich für bedingungslosen Zugang zu sauberem Trinkwasser in Krisengebieten einsetzt. Insgesamt nahmen 48 Spieler teil, die einen Preispool von mehr als 42,5 Millionen US-Dollar generierten.

## Teilnehmer
Die folgenden 48 Spieler nahmen teil:
- Bobby Baldwin
- Frederic Banjout
- Bob Bright
- Ilja Bulytschow
- Roland De Wolfe
- Tom Dwan
- Jonathan Duhamel
- David Einhorn
- Antonio Esfandiari
- Phil Galfond
- Bertrand Grospellier
- Philipp Gruissem
- Giovanni Guarascio
- Gus Hansen
- Phil Hellmuth
- Phil Ivey
- Eugene Katschalow
- Cary Katz
- Jens Kyllönen
- Guy Laliberté
- Ben Lamb
- Tom Marchese
- Jason Mercier
- Michael Mizrachi
- John Morgan
- Daniel Negreanu
- Paul Newey
- Chamath Palihapitiya
- Bill Perkins
- Paul Phua
- Brian Rast
- Vivek Rajkumar
- Tobias Reinkemeier
- Andrew Robl
- Phil Ruffin
- Rick Salomon
- Nick Schulman
- Noah Schwartz
- Erik Seidel
- Mike Sexton
- Dan Shak
- Talal Shakerchi
- Michail Smirnow
- Justin Smith
- Brandon Steven
- Sam Trickett
- Haralabos Voulgaris
- Richard Yong

## Ergebnisse

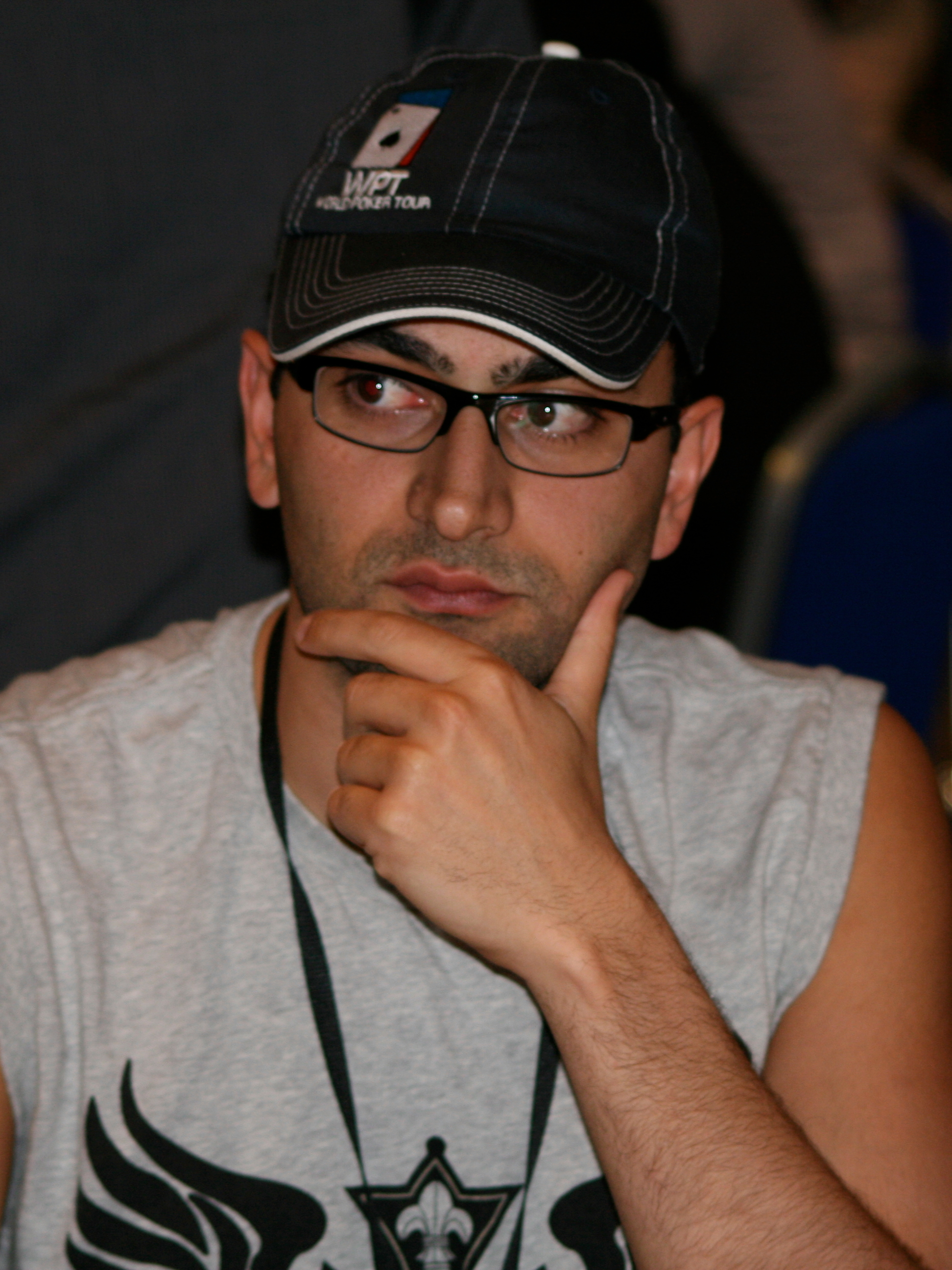
Antonio Esfandiari (2008)

Für die 48 Teilnehmer gab es neun bezahlte Plätze. Sieger Antonio Esfandiari gewann das bis dahin höchste Preisgeld, das bei einem Live-Pokerturnier ausgezahlt wurde und übernahm infolgedessen die Führung in der Geldrangliste, die er nach dem Turnier Anfang Juli 2014 jedoch wieder an Daniel Negreanu abtreten musste.
| Platz | Herkunft               | Spieler            | Preisgeld (in $) |
| ----- | ---------------------- | ------------------ | ---------------- |
| 1     | Vereinigte Staaten     | Antonio Esfandiari | 18.346.673       |
| 2     | Vereinigtes Konigreich | Sam Trickett       | 10.112.001       |
| 3     | Vereinigte Staaten     | David Einhorn      | 04.352.000       |
| 4     | Vereinigte Staaten     | Phil Hellmuth      | 02.645.333       |
| 5     | Kanada                 | Guy Laliberté      | 01.834.666       |
| 6     | Vereinigte Staaten     | Brian Rast         | 01.621.333       |
| 7     | Vereinigte Staaten     | Bobby Baldwin      | 01.408.000       |
| 8     | Malaysia               | Richard Yong       | 01.237.333       |
| 9     | Vereinigte Staaten     | Mike Sexton        | 01.109.333       |